# Coal Chamber
Coal Chamber est un groupe de nu metal américain, originaire de Los Angeles, en Californie. Formé en 1993, il est actuellement composé du chanteur Dez Fafara, du guitariste Miguel « Meegs » Rascón, du batteur Mickey « Bug » Cox et de la bassiste Nadja Peulen. Il se met en pause en 2016.
Coal Chamber est l'un des précurseurs du style nu metal, participant, durant les années 1990, à l'émergence de groupes dont la renommée est désormais internationale, tels que Slipknot et System of a Down.

## Biographie

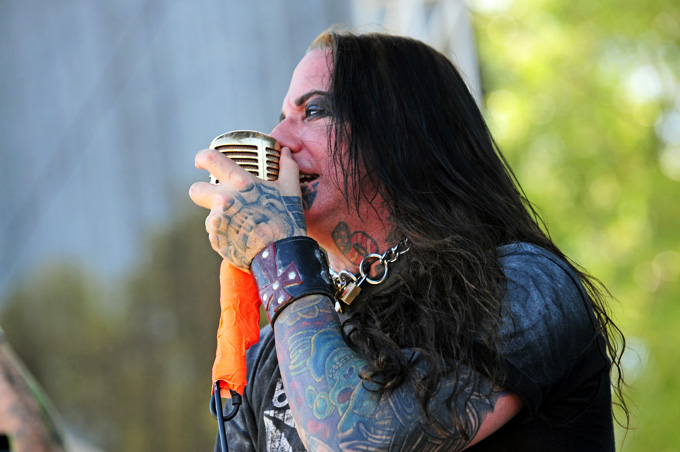
Dez Fafara au Soundwave Festival en 2012.

### Débuts (1993–1999)
Le groupe est formé en 1993 par Miguel « Meegs » Rascón et Dez Fafara en 1994, ensuite rejoints par Mickey « Bug » Cox, à la batterie, et Rayna Foss-Rose, à la basse. Dès la fin de l'année 1994, grâce à une démo du groupe faisant un véritable buzz au niveau local, Coal Chamber se voit offrir l'occasion de signer avec le label Roadrunner Records. Ce succès soudain est entre autres permis par Dino Cazares, guitariste du célèbre groupe Fear Factory, qui la recommande. Toutefois, en raison d'un désaccord avec sa femme à propos du groupe, Dez refuse. Il finit par se raviser au printemps 1995, ce qui permet au groupe de conclure un accord à la fin de l'année.
Leur premier album, éponyme, sort en 1997, et permet au groupe de surgir de la scène metal de Los Angeles, leur faisant rencontrer leurs premiers succès. Deux ans plus tard, en 1999, sort leur deuxième album, Chamber Music, qui rencontre un succès moins important. Avant que la tournée commence, Rayna Foss-Rose tombe enceinte ce qui l'oblige à se retirer. Elle est alors remplacée par Nadja Peulen.

### Dark Dayset séparation (2002–2003)

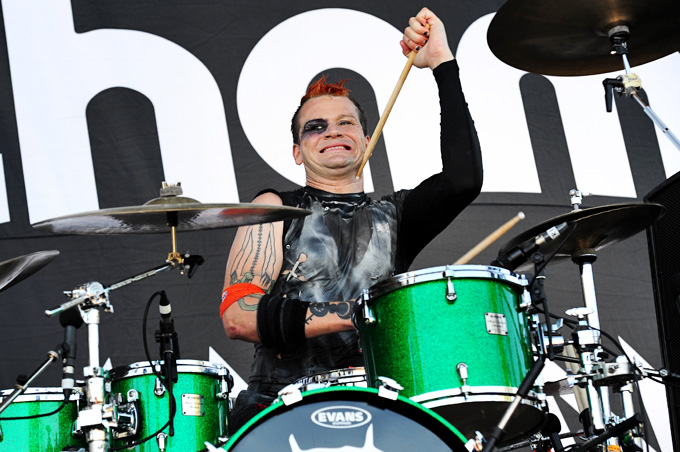
Mickey Bug Cox au Soundwave Festival en 2012.

En 2002 sort l'album Dark Days. C'est à la fin de l'enregistrement que Rayna décide de quitter définitivement le groupe pour s'occuper de sa fille. Elle est remplacée par Nadja qui, ayant déjà assuré certains lives du groupe, s'avérait être la candidate idéale.
Le groupe subit tout au long de sa carrière des problèmes d'entente entre ses musiciens, Meegs allant même jusqu'à frapper Dez avec sa guitare et lui cracher dessus lors d'un concert à Lubbock, au Texas, le 17 avril 2002. Ces conflits, imputés entre autres par Dez aux problèmes de drogues de Bug et Meegs, provoquent la séparation du groupe le 11 juillet 2003. Les membres partent dans divers projets musicaux déjà lancés ou en cours de construction. Ainsi, Dez Fafara se consacre à son projet Deathride, maintenant dénommé DevilDriver, Miguel Rascón à Pinata, Nadja Peulen à CruelTees et Mikey Cox à ORGY. Leur label sort néanmoins la même année Giving The Devil His Due, une compilation de raretés et de démos.

### Post-séparation (2003–2010)
En 2008, les tensions entre le guitariste et le chanteur s’apaisent malgré les mauvaises conditions dans lesquels ils s'étaient quittés et les déclarations catégoriques du second à propos de l'impossible réunion du groupe. Meegs et Dez se voient à nouveau réunis sur scène lors d'un concert de DevilDriver, à Los Angeles, pour jouer un morceau du premier album de Coal Chamber, Loco.

### Réunion etRivals(depuis 2011)

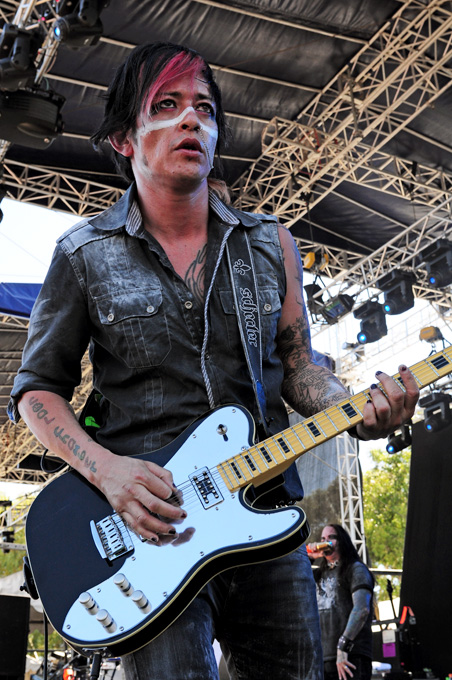
Miguel Meegs Rascón, au Soundwave Festival en 2012.

Le 26 septembre 2011, le site officiel du groupe est mis à jour, et annonce l'intention du groupe de se reformer à l'occasion du Soundwave Festival, en Australie. Dez Fafara, sur son compte Twitter officiel, confirme l'information, et annonce une très probable tournée du groupe. Le line-up annoncé y est quelque peu différent des précédents, puisque la précédente bassiste Nadja Peulen est remplacée par Chela Rhea Harper.
En 2013, le groupe tourne aux États-Unis, ainsi qu'en Europe, au printemps-été notamment au HellFest de Clisson en juin, mais songer à l'enregistrement d'un album studio est encore prématuré pour le chanteur. Toutefois, en 2014, Dez Fafara déclare dans un communiqué de presse : « Combien de fois avez-vous une deuxième chance pour quoi que ce soit dans la vie ? Nous avons tourné à travers le monde, ce fut de la folie et la foule est venue en force, nous nous sommes donc éclaté ! Pour cela je suis tellement reconnaissant ! Maintenant… Il est temps de sortir un nouvel album de Coal Chamber ! Le feeling entre nous est positif... » Le 8 octobre 2014, il déclare sur sa page Facebook que le groupe commence l'enregistrement de l'album.
Le nouvel album Rivals sort le 19 mai 2015 au label Napalm Records, avec le même line-up que lors de la tournée de Dark Days. En mai, Dez Fafara confirme à Blunt Magazine une pause indéterminée, notamment à cause du temps que prend par DevilDriver et son septième album.

## Style musical
Les compositions de Coal Chamber sont caractérisées par des arrangements indus très sombres aux influences gothique, des riffs de guitares simples et graves soutenus par une basse groovy. Cette simplicité leur a valu de nombreuses critiques, qui n'ont pas pour autant empêché le groupe d'avoir un grand succès grâce à des titres accrocheurs et sautillants (Loco, Sway, Feed My Dreams, Glow). Coal Chamber est catégorisé nu metal,,,, metal alternatif, metal gothique, et metal industriel. Le premier album éponyme de Coal Chamber est nu metal. Il comprend également des éléments de hip-hop et de heavy metal. Le deuxième album de Coal Chamber, Chamber Music est aussi nu metal, avec des éléments dérivés du rock gothique, de la musique industrielle, et de la musique électronique.

## Membres

### Membres actuels
- Dez Fafara – chant (1993–2003, 2011–2016)
- Miguel Rascón – guitare, chœurs (1993–2003, 2011–2016)
- Mike Cox – batterie (1994–2002, 2011–2016)
- Nadja Peulen – basse (1999-2000, 2002–2003, 2013–2016)

### Anciens membres
- Rayna Foss – basse (1993-1999, 2001–2002)
- Chela Rhea Harper – basse (2011–2013)
- John Thor - batterie (1993-1994)

## Discographie

### Albums studio
- 1997 : Coal Chamber
- 1999 : Chamber Music
- 2002 : Dark Days
- 2015 : Rivals

### Compilations
- 2003 : Giving the Devil His Due
- 2004 : The Best of Coal Chamber